# Abideno
Abideno (in greco antico: Ἀβυδηνός?, Abydēnós; I secolo a.C.) è stato uno storico greco antico.

## Biografia
Vissuto forse nel I secolo, come ricavabile dal fatto che utilizzò gli scritti di Megastene e Beroso come fonti per la sua opera. Cirillo afferma che scrisse in dialetto ionico. 

## Opere
Gli unici 5 frammenti della sua opera, Storia dell'Assiria (Ασσυριακά), sono conservati da Giorgio Sincello e nella traduzione armena del Chronicon di Eusebio; si tratta di importanti testimonianze di tipo cronografico, che chiariscono alcune difficoltà relative alla storia assira.